# El Pinacate y Gran Desierto de Altar
El Pinacate y Gran Desierto de Altar (šp. za „Pinacate i Velika oltarska pustinja”) je rezervat biosfere koji se nalazi u pustinji Sonori na kraju Kalifornijskog zaljeva, u meksičkoj saveznoj državi Sonori, a kojim zajedno upravlja meksička federalna vlada, u suradnji s vladom države Sonora, i autohtoni indijanski narod Papago. Svojom površinom od 7.146 km² (714.566 ha) rezervat biosfere El Pinacate y Gran Desierto de Altar je veći od pojedinačnih meksičkih saveznih država Aguascalientes, Colima, Morelos i Tlaxcala. 
Ovaj krajolik je jedan od najprepoznatljivijih iz svemira u ovom dijelu planeta. Pored istočnog dijela pustinje Gran Desierto de Altar, vulkanski sustav poznat kao Santa Clara čini glavninu krajolika, a uključuje tri vrha: Pinacate, Carnegie i Medio. Ovo područje aktivnih linearnih, zvjezdastih i ćunjastih dina, koje dosežu do 200 m visine, okruženo vulkanskim štitom okamenjene crvene lave, s granitnim masivima do 650 m visine, ima jedinstvene fizičke i biološke odlike poput velike koncentracije maar kratera koji zbog kombinacije vulkana i pijeska imaju prekrasne boje erupcija. Deset golemih i gotovo potpuno okruglih kratera, od kojih su najpoznatiji El Elegante, Cerro Colorado i MacDougal y Sykes, nastali su kombinacijom erupcija i kolapsa vulkana, a pridonose dramatičnoj ljepoti mjesta, zbog čega su i temom velikog zanimanja znanstvenika.
Vrhovi Pinacatea (šp. Sierra Pinacate, papago-pima: Cuk Doʼag) su svoje ime dobili iz nahuatl naziva za izumrlu vrstu pustinjske bube, pinacatl, tj. „Crna buba”.
Dine izranjaju iz mora pijeska poput otoka koji su dom raznolikom i odvojenom biljnom i životinjskom svijetu. U ovom području obitava više od 540 vrsta biljaka, 40 vrsta sisavaca, 200 vrsta ptica, 40 vrsta reptila, te brojne vrste vodozemaca i slatkovodnih riba. Od njih su mnoge endemske vrste kao što su sonorska vitoroga antilopa (Antilocapra americana sonoriensis), američki muflon (koji se može pronaći samo ovdje i na jugoistoku Arizone), otrovni bradavičar (Heloderma suspectum) i pustinjska kornjača (Gopherus agassizii). Zbog toga je ovaj rezervat biosfere upisan na UNESCO-ov popis mjesta svjetske baštine u Sjevernoj Americi 2013. godine.

## Vanjske poveznice
- Službene stranice Rezervata biosfere Pinacate y Gran Desierto de Altar (šp.)
- Sierra Pinacate a Volcanic Wonder (engl.)